# Tobakspibe
 For alternative betydninger, se Pibe.
En tobakspibe eller kortere pibe er et redskab til brug for rygning af tobak. Piben har et "hoved" med tobak i, hvor forbrændingen foregår. Piben har også et rør af varierende længde som gennem mundstykket forsyner brugeren med tobaksrøgen. Modsat med cigaretter skal brugeren aktivt holde forbrændingen i gang.
Piber har gennem tiden været fremstillet af kridt, merskum, majskolber og træ – som det fineste bruyererod. Foruden ren tobak kan piber også bruges til at indtage cannabis, de specialiserede piber kaldes bl.a. for chillummer. 

## Fremstilling
Piber bliver lavet af en speciel ikke-brændbar træsort der kaldes bruyere [kilde mangler] der kommer fra en lyngbusk. Dette træ får lov til at tørre før det bliver skåret ud i rå pibehovedformer.
Mundstykket kan laves af en række forskellige materialer, mest almindeligt er dog akryl eller gummi. Der bliver boret en kanal gennem mundstykket og det får en oval ende. Den anden ende bliver gjort præcist så stor at den passer i pibehovedet. De to dele bliver sat sammen og derefter bliver der boret et lille hul i halsen på pibehovedet. Til sidst bliver piben slebet og poleret.